# Simsbury Center
Simsbury és una població dels Estats Units a l'estat de Connecticut. Segons el cens del 2005 tenia 23.656 habitants.

## Demografia
Segons el cens del 2000, Simsbury tenia 23.234 habitants, 8.527 habitatges, i 6.591 famílies. La densitat de població era de 264,8 habitants/km².
Dels 8.527 habitatges en un 41,1% hi vivien nens de menys de 18 anys, en un 69,1% hi vivien parelles casades, en un 6,4% dones solteres, i en un 22,7% no eren unitats familiars. En el 19,4% dels habitatges hi vivien persones soles el 7,8% de les quals corresponia a persones de 65 anys o més que vivien soles. El nombre mitjà de persones vivint en cada habitatge era de 2,7 i el nombre mitjà de persones que vivien en cada família era de 3,12.
Per edats la població es repartia de la següent manera: un 29,5% tenia menys de 18 anys, un 3,6% entre 18 i 24, un 27,7% entre 25 i 44, un 26,6% de 45 a 60 i un 12,5% 65 anys o més.
L'edat mediana era de 40 anys. Per cada 100 dones de 18 o més anys hi havia 89,3 homes.
La renda mediana per habitatge era de 82.996 $ i la renda mediana per família de 97.008 $. Els homes tenien una renda mediana de 70.519 $ mentre que les dones 42.136 $. La renda per capita de la població era de 39.710 $. Aproximadament l'1% de les famílies i el 2,2% de la població estaven per davall del llindar de pobresa.

## Poblacions més properes
El següent diagrama mostra les poblacions més properes.